# Văn bản thô
Trong mật mã học, văn bản thô hoặc văn bản gốc thường có nghĩa là thông tin không được mã hóa đang chờ xử lý đầu vào thành thuật toán mã hóa, thường là qua thuật toán mã hóa.

## Tổng quan
Với sự ra đời của điện toán, thuật ngữ văn bản thô mở rộng vượt ra ngoài các tài liệu có thể đọc được của con người, để có nghĩa là bất kỳ dữ liệu nào, bao gồm các tệp nhị phân, ở dạng có thể được xem hoặc sử dụng mà không cần khóa hoặc thiết bị giải mã khác. Thông tin, một tin nhắn, tài liệu, tập tin, vv. Nếu được truyền đạt hoặc lưu trữ ở dạng mã hóa được gọi là văn bản gốc hoặc văn bản thô.
Văn bản gốc được sử dụng làm đầu vào cho một thuật toán mã hóa; đầu ra thường được gọi là văn bản mã, đặc biệt khi thuật toán là bản mã. Codetext ít được sử dụng hơn và hầu như chỉ luôn luôn khi thuật toán liên quan thực sự là một mã. Một số hệ thống sử dụng nhiều lớp mã hóa, với đầu ra của một thuật toán mã hóa trở thành đầu vào "văn bản gốc" cho lần tiếp theo.

## Xử lý an toàn
Việc xử lý không an toàn của bản rõ có thể đưa điểm yếu vào một hệ thống mật mã khi để kẻ tấn công bỏ qua mật mã hoàn toàn. Văn bản thô dễ bị tổn thương trong sử dụng và lưu trữ, dù ở định dạng điện tử hay giấy. Bảo mật vật lý có nghĩa là bảo mật thông tin và phương tiện lưu trữ của nó khỏi vật lý, tấn công, ví dụ như một người nào đó bước vào tòa nhà để truy cập giấy tờ, phương tiện lưu trữ hoặc máy tính. Tài liệu bị xóa, nếu không được xử lý an toàn, có thể là một rủi ro bảo mật. Ngay cả các tài liệu được băm nhỏ và phương tiện từ tính bị xóa có thể được phục hồi lại với nỗ lực.
Nếu văn bản gốc được lưu trữ trong một tệp máy tính, phương tiện lưu trữ, máy tính và các thành phần của nó và tất cả các bản sao lưu phải được bảo mật. Dữ liệu nhạy cảm đôi khi được xử lý trên các máy tính có bộ lưu trữ lớn có thể tháo rời, trong trường hợp đó bảo mật vật lý của đĩa bị loại bỏ là rất quan trọng. Trong trường hợp bảo mật máy tính, bảo mật hữu ích (trái ngược với rửa tay) phải là vật lý (ví dụ: chống trộm, xóa trơ tráo dưới vỏ bọc sửa chữa giả định, cài đặt các thiết bị giám sát bí mật, v.v.), cũng như ảo (ví dụ: sửa đổi hệ điều hành, truy cập mạng bất hợp pháp, các chương trình Trojan). Có sẵn nhiều ổ usb, có thể cắm vào hầu hết các máy tính hiện đại và lưu trữ số lượng lớn dữ liệu, gây ra vấn đề bảo mật nghiêm trọng khác. Một gián điệp (có lẽ đóng giả làm người dọn dẹp) có thể dễ dàng che giấu một người, và thậm chí nuốt nó nếu cần thiết.
Các máy tính bị vứt đi, ổ đĩa và phương tiện truyền thông cũng là một nguồn gốc của các văn bản thô. Hầu hết các hệ điều hành không thực sự xóa bất cứ điều gì — chúng chỉ đơn giản là đánh dấu không gian đĩa bị chiếm đóng bởi một tập tin đã xóa như  là có sẵn để sử dụng, và gỡ bỏ entry của nó từ hệ thống tập tin thư mục. Thông tin trong một tệp bị xóa theo cách này vẫn hiện diện đầy đủ cho đến khi được ghi đè vào một thời điểm sau đó khi hệ điều hành sử dụng lại không gian đĩa. Với ngay cả các máy tính cấp thấp thường được bán với nhiều gigabyte dung lượng ổ đĩa và tăng hàng tháng, 'thời gian sau' này có thể là vài tháng sau hoặc không bao giờ. Ngay cả việc ghi đè lên phần bề mặt đĩa bị chiếm bởi tệp bị xóa cũng không đủ trong nhiều trường hợp. Peter Gutmann của Đại học Auckland đã viết một bài báo nổi tiếng năm 1996 về việc khôi phục thông tin ghi đè từ các đĩa từ; Mật độ lưu trữ diện tích đã tăng cao hơn kể từ đó, vì vậy loại phục hồi này có thể sẽ khó khăn hơn so với khi Gutmann viết.
Ổ cứng hiện đại tự động sắp xếp lại các khu vực bị lỗi, di chuyển dữ liệu sang các lĩnh vực tốt. Quá trình này làm cho thông tin về những thất bại, các lĩnh vực bị loại trừ trở nên vô hình đối với hệ thống tệp và các ứng dụng thông thường. Tuy nhiên, phần mềm đặc biệt vẫn có thể trích xuất thông tin từ các ổ đĩa này.
Một số cơ quan chính phủ (ví dụ, NSA Hoa Kỳ) yêu cầu nhân viên nghiền nát các ổ đĩa bị loại bỏ và trong một số trường hợp, xử lý chúng bằng các chất ăn mòn hóa học. Tuy nhiên, thực tế này không phổ biến bên ngoài chính phủ. Garfinkel và Shelat (2003) đã phân tích 158 ổ cứng cũ mà họ có được khi bán nhà để xe và những thứ tương tự, và thấy rằng ít hơn 10% đã được vệ sinh đầy đủ. Những cái khác chứa nhiều thông tin cá nhân và bí mật có thể đọc được.